# L'Acadie (Bas-Canada)
L'Acadie est un district électoral de la Chambre d'assemblée du Bas-Canada ayant existé de 1830 à 1838.

## Histoire
Le district est créé lors de la refonte de la carte électorale de 1829 par division du district de Huntingdon. Il s'agit d'un district représenté conjointement par deux députés, parfois d’allégeance différente. Il est suspendu de 1838 à 1841 en raison de la Rébellion des Patriotes.

## Liste des députés

### Siègeno1
| Années | Années      | Député            | Parti       |
| ------ | ----------- | ----------------- | ----------- |
|        | 1830 - 1834 | Robert Hoyle      | Bureaucrate |
|        | 1834 - 1838 | Merritt Hotchkiss | Patriote    |

### Siègeno2
| Années | Années      | Député                     | Parti       |
| ------ | ----------- | -------------------------- | ----------- |
|        | 1830 - 1834 | François Languedoc         | Indépendant |
|        | 1834 - 1838 | Cyrille-Hector-Octave Côté | Patriote    |